# عزیزآباد (خاوه)
عزیزآباد روستایی در دهستان خاوه شمالی بخش خاوه شهرستان دلفان استان لرستان ایران است.

## جمعیت
بر پایه سرشماری عمومی نفوس و مسکن در سال ۱۳۹۵ جمعیت این مکان ۱۱۰ نفر (۳۱خانوار) بوده‌است.